# کلیسوریتسا (پروکوپیه)
کلیسوریتسا (به صربی: Klisurica) یک منطقهٔ مسکونی در صربستان است که در پروکوپلیه واقع شده‌است. کلیسوریتسا ۲۵۰ نفر جمعیت دارد.